# The Mosquito Coast
The Mosquito Coast is een film uit 1986 onder regie van Peter Weir. De film is gebaseerd op een boek van de Amerikaanse schrijver Paul Theroux.

## Verhaal
De idealistische uitvinder Allie Fox verkoopt zijn huis in de Verenigde Staten en trekt met zijn familie naar de Miskitokust in Midden-Amerika. Hier wil hij een utopische commune bouwen. Hij 'koopt' het dorpje Jeronimo van de regering van Belize.
In Jeronimo bouwt Allie een ijsfabriek, midden in het oerwoud, want 'ijs is beschaving'. Hij krijgt hierdoor problemen met veel mensen, maar zijn obsessie is te groot. Hoewel de inwoners hem aanvankelijk lijken te volgen, arriveert al snel de missionaris dominee Spellgood met wie hij in conflict raakt. Spellgoods religieuze waarden botsen met de links-wetenschappelijke theorieën van Allie, bovendien zijn er nu 'twee kapiteins op een schip'. Allie noemt de missionaris een religieuze fanatiekeling en de missionaris verdenkt Allie van communistische sympathieën. Dit leidt tot een schisma waardoor een groot deel van de bevolking met de missionaris wegtrekt.
De situatie verergert wanneer rebellen het grotendeels verlaten dorp als basis opeisen. Allie probeert van ze af te komen maar dit leidt tot de vernietiging van de ijsfabriek en het dorp. Bovendien is de rivier vervuild met de ammonia die voor de koeling was gebruikt. 
De familie trekt naar de kust waar ze een boot bouwen. De familie wil nu terug naar de Verenigde Staten maar dit is niet naar de wil van Allie die hen de leugen op de mouw speldt dat de VS vernietigd zijn in een kernoorlog en ze dus niet terug kunnen. De desillusie en omstandigheden eisen hun tol van met name Allie, die steeds labieler wordt. Uiteindelijk trekt de familie met de boot weer via de rivier de binnenlanden in, waar ze de nederzetting aantreffen waar Spellgood nu woont. De familie laat zich door hem en de bewoners ontvangen en verzorgen, maar Allie noemt het dorp een 'christelijk concentratiekamp'.
Hier verneemt de familie dat er helemaal geen kernoorlog is geweest. Ze bedenken een plan om aan de steeds labielere Allie te ontsnappen, maar die steekt die nacht de kerk van Spellgood in brand. Hierbij wordt hij zelf neergeschoten en raakt hij tot zijn nek verlamd. De familie ontsnapt in de boot. Als Allie, zwaargewond en stervende, zijn ogen opslaat, vraagt hij of ze stroomopwaarts reizen. Zijn vrouw liegt en zegt dat ze inderdaad stroomopwaarts reizen. Ze varen echter terug naar de kust, wetende dat Allie spoedig zal overlijden waarna ze verlost zijn van zijn tirannie en in vrijheid terug naar hun vaderland kunnen keren.

## Rolverdeling
| Acteur          | Personage          |
| --------------- | ------------------ |
| Harrison Ford   | Allie Fox          |
| Helen Mirren    | Moeder Fox         |
| River Phoenix   | Charlie Fox        |
| Conrad Roberts  | Meneer Haddy       |
| Andre Gregory   | Reverend Spellgood |
| Martha Plimpton | Emily Spellgood    |
| Dick O'Neill    | Meneer Polski      |
| Jadrien Steele  | Jerry Fox          |